# Бурдюк

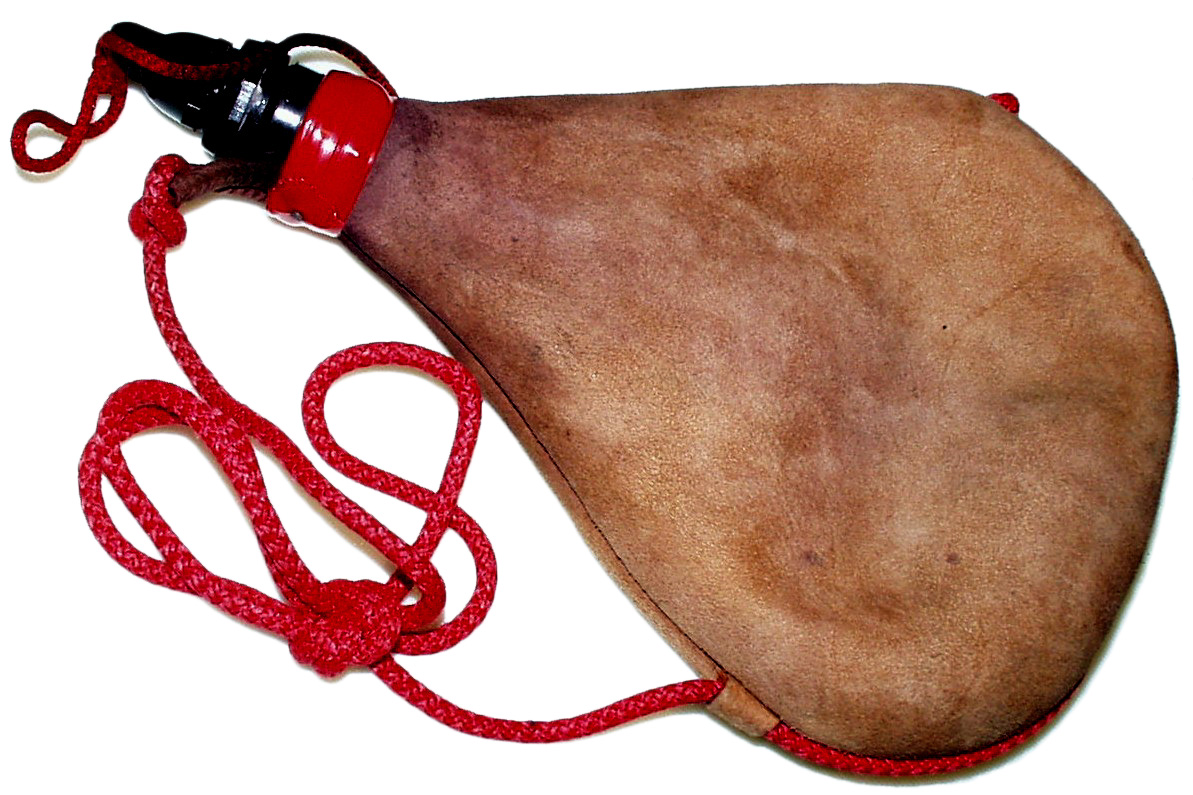
Современный бурдюк заводского производства

Бурдю́к (азерб. burduk), рідше саба́, заст. міх — шкіряний мішок з цілої шкури тварини (кози, коня, вівці та ін.), призначений для зберігання вина, кумису і інших рідин. Бурдюки поширені в країнах Сходу, у деяких народів Сибіру і Середньої Азії.
Бурдюк виготовляється із шкури тварини, здертої з неї через шийний отвір без інших розрізів. Отриманий таким чином цілісний шкіряний мішок вивертається шерстю всередину; шкіра зовні протирається сіллю, а всередині просочується дьогтем, отвори шиї, ніг та інші перев'язуються, одна лапка залишається для вливання рідини і бурдюк готовий до вживання: для наповнення і зберігання рідин.
Великі бурдюки, що відрізняються чудовою міцністю, готуються зі шкур буйволів і биків, а бурдючки — зі шкури козенят і ягнят. У давнину бурдюк служив, особливо в азійських країнах, єдиним засобом для збереження, а головне для перевезення вина, олії, нафти та інших рідин; але з поширенням бондарного промислу його застосування дедалі обмежувалося. Маючи малу вагу і велику місткість, бурдюк дуже зручний для перевезення, особливо в'ючного. У бурдюку возять і носять всякі рідини, починаючи від води та нафти і кінчаючи винами. Ще на початку XX століття головні маси закавказьких вин, вироблених для місцевого споживання, перевозилися в бурдюках. Бурдюки також використовувалися як ємності для приготування сиру і масла.
У військовому господарстві бурдюки мали деякий похідне значення, коли доводилося швидко споруджувати переправи через річки в пустельних місцях: надуті повітрям та пов'язані дощаними перекладинами і настилом, вони становлять надзвичайно зручну плавучу платформу для плоту або моста. Пов'язані разом кілька платформ утворюють міцний понтонний міст, через який нерідко переправляли війська і навіть гармати.